# Jeziorowice (gromada)
Jeziorowice (od 31 XII 1961 Otola) – dawna gromada, czyli najmniejsza jednostka podziału terytorialnego Polskiej Rzeczypospolitej Ludowej w latach 1954–1972.
Gromady, z gromadzkimi radami narodowymi (GRN) jako organami władzy najniższego stopnia na wsi, funkcjonowały od reformy reorganizującej administrację wiejską przeprowadzonej jesienią 1954 do momentu ich zniesienia z dniem 1 stycznia 1973, tym samym wypierając organizację gminną w latach 1954–1972.
Gromadę Jeziorowice z siedzibą GRN w Jeziorowicach utworzono – jako jedną z 8759 gromad na obszarze Polski – w powiecie olkuskim w woj. krakowskim, na mocy uchwały nr 28/IV/54 WRN w Krakowie z dnia 6 października 1954. W skład jednostki weszły obszary dotychczasowych gromad Jeziorowice, Małoszyce i Otola (bez przysiółka Dziadówki Otolskie) ze zniesionej gminy Żarnowiec w tymże powiecie. Dla gromady ustalono 14 członków gromadzkiej rady narodowej.
Gromadę Jeziorowice zniesiono 31 grudnia 1961 w związku z przeniesieniem siedziby GRN z Jeziorowic do Otoli i przemianowaniem jednostki na gromada Otola.